# Звізда
Звізда́ — село в Україні, у Нікопольському районі Дніпропетровської області. Входить до складу Першотравневської сільської громади.
Колишній орган місцевого самоврядування — Павлопільська сільська рада. Населення — 131 мешканець.

## Географія
Село Звізда знаходиться за 1 км від села Сорочине і за 3 км від села Павлопілля. По селу протікає пересихаючий струмок з загатою. Поруч проходить залізниця, станція Павлопілля за 5 км.

## Історія
12 червня 2020 року, відповідно до розпорядження Кабінету Міністрів України № 709-р від «Про визначення адміністративних центрів та затвердження територій територіальних громад Дніпропетровської області», увійшло до складу Першотравневської сільської громади.
19 липня 2020 року, в результаті адміністративно-територіальної реформи і ліквідації Нікопольського району(1923—2020), село увійшло до складу новоутвореного Нікопольського району.